# هال بلین
هال بلین (انگلیسی: Hal Blaine; زاده ۵ فوریهٔ ۱۹۲۹ – درگذشته ۱۱ مارس ۲۰۱۹) موسیقی‌دان اهل ایالات متحده آمریکا و یکی از مشهورترین نوازنده‌های درام دنیا بود. وی در دهه ۱۹۶۰ و ۱۹۷۰ با نواختن برای هنرمندانی چون فرانک سیناترا و الویس پریسلی و گروه بیچ بویز به شهرت رسید. بین سال‌های ۱۹۴۹ تا ۲۰۱۹ میلادی فعالیت می‌کرد. موسیقی متن «بتمن» و چندین مجموعه محبوب تلویزیونی از کارهای هال بلین است. از فیلم‌ها یا برنامه‌های تلویزیونی که وی در آن نقش داشته‌است می‌توان به مرد روی ماه اشاره کرد. ۸ ترانه ای که هال بلین نواخته از جمله «غریبه‌ها در شب» از فرانک سیناترا و «پلی روی آب‌های متلاطم» از گروه راک سایمون و گارفانکل نیز برنده جایزه گرمی بهترین ترانه سال شده‌اند. هال بلین، جایزه یک عمر دستاورد گرمی را دریافت کرد. صدای سازش به قطعات ماندگاری از الویس پریسلی، باربارا استرایسند و بیچ بویز جان داد. در ۹۰ سالگی درگذشت. «برایان ویلسون» از گروه بیچ بویز آقای بلین را «خارق‌العاده‌ترین درامر تمامی دوران‌ها» خواند.